# Paul McCreesh
Paul McCreesh (Londra, 24 maggio 1960) è un direttore d'orchestra britannico.

## Biografia
Paul McCreesh è il fondatore ed il direttore artistico del Gabrieli Consort & Players, con il quale ha raggiunto il più alto livello di nel campo delle orchestre barocche che eseguone musiche con strumenti d'epoca. Egli è riconosciuto come un innovatore nell'esecuzione di musiche rinascimentali ed in particolare dell'opera barocca.
È direttore artistico del Wratislavia Cantans Festival di Breslavia, Polonia. Con il Gabrieli Consort & Players, Paul McCreesh ha diretto nei maggiori teatri del mondo. Nel 2005 la Loughborough University gli ha conferito la laurea honoris causa in lettere.

## Repertorio
Paul McCreesh è specializzato in musica del Rinascimento e dell'epoca barocca. Egli dirige anche orchestre sinfoniche tradizionali quali Zurich Chamber Orchestra, Ensemble Orchestral de Paris, Detroit Symphony, Minnesota Orchestra, Gothenburg Symphony, Sinfonica de Euskadi, Stockholm Philharmonic,  Beethovenhalle Bonn, Netherlands Philharmonic e Orchestra Sinfonica dell'Accademia Nazionale di Santa Cecilia di Roma.

## Studi musicali
McCreesh iniziò la sua carriera come violoncello|violoncellista e si è laureato all'Università di Manchester nel 1981.

## Debutto
Il suo debutto come direttore d'orchestra avvenne in occasione di una registrazione per l'etichetta Archiv Produktion a Londra presso la Chiesa di St John.

## Direzioni di opere
McCreesh ha diretto Jephtha di Georg Friedrich Händel alla Welsh National Opera e Orfeo ed Euridice di Gluck, Il flauto magico di Mozart alla Royal Danish Opera e alla Komische Oper Berlin un nuovo allestimento della Alcina di Handel.

## Discografia
Paul McCreesh ha realizzato più di 80 album con il Gabrieli Consort & Players.

## Video
- 2009 - Georg Friedrich Händel, Tamerlano con la Madrid Symphony Orchestra (Opus Arte, 2DVD)